# George Eads
George Coleman Eads III, né le 1er mars 1967 à Fort Worth (Texas), est un acteur américain.

## Biographie
George Eads suit des études à la Belton Hight School où il excelle dans les disciplines sportives, le football américain et le basket-ball, notamment. Parallèlement, il est inscrit dans un club de théâtre mais n'envisage pas encore son avenir dans la comédie. Son diplôme de marketing en poche, il décide d'enseigner le théâtre et de développer son parcours professionnel dans cette voie.
En 1996, il joue le rôle de Nick Corelli dans le feuilleton télévisé Savannah puis tourne quelques épisodes de la série Urgences.
Il est surtout connu pour sa participation à la série Les Experts, dans laquelle il a incarné durant quinze ans (2000-2015) l'agent Nick Stokes, enquêteur à la police scientifique de Las Vegas.
Depuis 2016, il tient le rôle de Jack Dalton, dans le remake de la série culte : MacGyver. Il met néanmoins un terme à ce rôle en 2019 en invoquant des raisons familiales.

## Filmographie

### Télévision
- 1995 : Drôle de chance (Strange Luck) (1 épisode) : J.R. Dean
- 1996 : Fausses Apparences (The Ultimate Lie) (téléfilm) : Ben McGrath
- 1996 - 1997 : Savannah  : Nick Corelli
- 1997 : Beauté criminelle (Crowned and Dangerous) (téléfilm) : Riley Baxter
- 1997 - 1998 : Urgences  : Greg Powell
- 2000 : Le Prix de l'éternité (The Spring) (téléfilm) : Gus
- 2000 : Grapevine (en) (5 épisodes) : Thumper Klein
- 2000 - 2015 : Les Experts (335 épisodes) : Nick Stokes
- 2002 : Just a Walk in the Park (en) (téléfilm) : Adam Willingford
- 2002 : Second String (en) (téléfilm) : Tommy Baker
- 2003 : Monte Walsh (en), (téléfilm) : Frank "Shorty" Austin
- 2004 : Evel Knievel (en) (téléfilm) : Evel Knievel
- 2004 : La Nouvelle Ligue des justiciers (Justice League Unlimited) (1 épisode) : capitaine Atom (voix)
- 2008 : Mon oncle Charlie (saison 5, épisode 17) : George
- 2010 - 2012 : La Ligue des justiciers : Nouvelle Génération (Young Justice) (5 épisodes) : Barry Allen / Flash (voix)
- 2016 - 2019 : MacGyver (55 épisodes)  : Jack Dalton
- 2017 : Michael Jackson's Halloween (téléfilm) : le père de Vincent
- 2020: This is Us: Coach

### Cinéma
- 1994 : Dust to Dust de Gerald Cain : Black Wolf
- 1996 : Only in America de Rusty Martin
- 2014 : Pokers (Gutshot Straight) de Justin Steele : Jack Daniels
- 2014 : Sex Ed (en) d'Isaac Feder : Jimmy
- 2019 : La Bataille de Jangsari de Kwak Kyung-taek et Tae-hun Kim : général Stevens

### Producteur délégué
- 2014 : Pokers (Gutshot Straight) de Justin Steele

### Jeux vidéo
- 2003 : CSI : Crime Scene Investigation : Nick Stokes
- 2004 : CSI : Crime Scene Investigation : Nick Stokes

- 2006 : CSI : 3 Dimensions of Murder : Nick Stokes
- 2007 : CSI : Crime Scene Investigation - Hard Evidence : Nick Stokes

- 2009 : CSI : Crime Scene Investigation - Deadly Intent : Nick Stokes
- 2010 : CSI : Fatal Conspiracy : Nick Stokes

## Distinctions

### Nominations
- 8e cérémonie des Screen Actors Guild Awards 2002 : Meilleure distribution pour une série dramatique pour Les Experts (CSI : Crime Scene Investigation) (2000-2015) partagé avec Gary Dourdan, Jorja Fox, Paul Guilfoyle, Robert David Hall, Marg Helgenberger, William Petersen et Eric Szmanda.
- 9e cérémonie des Screen Actors Guild Awards 2003 : Meilleure distribution pour une série dramatique pour Les Experts (CSI : Crime Scene Investigation) (2000-2015) partagé avec Gary Dourdan, Jorja Fox, Paul Guilfoyle, Robert David Hall, Marg Helgenberger, William Petersen et Eric Szmanda.
- 10e cérémonie des Screen Actors Guild Awards 2004 : Meilleure distribution pour une série dramatique pour Les Experts (CSI : Crime Scene Investigation) (2000-2015) partagé avec Gary Dourdan, Jorja Fox, Paul Guilfoyle, Robert David Hall, Marg Helgenberger, William Petersen et Eric Szmanda.
- 2006 : Teen Choice Awards du meilleur acteur dans une série télévisée dramatique pour Les Experts (CSI : Crime Scene Investigation) (2000-2015).

### Récompenses
- 11e cérémonie des Screen Actors Guild Awards 2005 : Meilleure distribution pour une série dramatique pour Les Experts (CSI : Crime Scene Investigation) (2000-2015) partagé avec Gary Dourdan, Jorja Fox, Paul Guilfoyle, Robert David Hall, Marg Helgenberger, William Petersen et Eric Szmanda.